# Spotify
Spotify（スポティファイ）は、スウェーデンの企業スポティファイ・テクノロジーによって運営されている音楽ストリーミングサービス。2025年2月5日時点で、月間アクティブユーザー数を6億7500万人（うち有料会員2億6300万人）抱えており、音楽配信サービスとしては世界最大手である。また、楽曲数は1億曲を突破しており、こちらも業界最大級である。
パソコン・スマートフォン・タブレット型端末・ゲーム機などの電子端末に対応しており、日本では2016年9月にサービスを開始した。

## 概要
運営会社のスポティファイ・テクノロジーは2006年夏にスウェーデン・ストックホルムで創業され、2008年10月にサービスを開始した。背景には、当時スウェーデンの音楽業界が海賊版や違法音楽データの横行による音楽セールスの激減に悩まされていたという事情があり、その問題を解決しアーティストらに十分な利益を還元することが当初の目的であった。同社は創業から1年半で、800万人を超える顧客をヨーロッパで獲得し、2011年にはアメリカ進出を果たした。2023年1月現在、183の国と地域でサービスを展開している。
4大レコードレーベルのソニー・ミュージックエンタテインメント、EMI、ワーナー・ミュージック・グループ、ユニバーサルミュージック、および独立系のマーリン・ネットワーク、オーチャード、コスモス・ミュージック・グループと契約を結び、合法的な音楽配信ビジネスを行なっている。経営理念として海賊版の撲滅を掲げるSpotifyは、優れたサービスの構築により、発足から5年間で海賊版の利用者を著しく減少させたとしている。
Facebookとの連携も行なっており、以前まで配信にはP2P技術を利用していた（現在はP2Pは採用していない）。
2013年時点では年間10億ドル（約1000億円）以上の収益をあげており、そこからアーティストへのロイヤルティー（印税）として5億ドル（約513億円）を支払っている。これが重荷となってSpotifyは赤字が続き、権利者への印税の減額交渉を開始するなど、収益改善に取り組んでいる。ただし、2021年には黒字化を達成している。
2015年3月に、ソニーとの提携によりPlayStation Musicを世界41カ国で開始し、ソニー・コンピュータエンタテインメント製のゲーム機PlayStation 3及びPlayStation 4でのサービス利用を可能にした。のちに2023年7月にPS3版がサービスを終了した。
2016年9月に、日本でのサービス開始を発表。同年9月29日に招待制でスタートし、11月9日から正式サービスを開始した。
2017年3月には、全世界での有料会員数が5,000万人を突破し、同年8月には6,000万人を超えたことを発表した。その後も有料会員数は年々増え続け、2019年には上記の1億800万人に至っている。
2017年8月、マイクロソフトのゲーム機Xbox Oneでのサービスを開始した。また同月、人種差別的な白人至上主義の「ヘイト・バンド」の楽曲を配信楽曲中から削除したことを発表した。
2018年2月に、ニューヨーク証券取引所へ上場申請し、同年4月に初値165.90ドルで上場した。初日の終値ベースで、時価総額は265億ドル（約2兆8200億円）となった。
2021年2月、高音質ロスレスオーディオ配信サービスの「Spotify HiFi」を発表。CDと並ぶ音質での利用が可能としている。2021年の後半に一部地域で展開される予定だったが、2022年12月現在、サービスは提供されていない。

## サービス

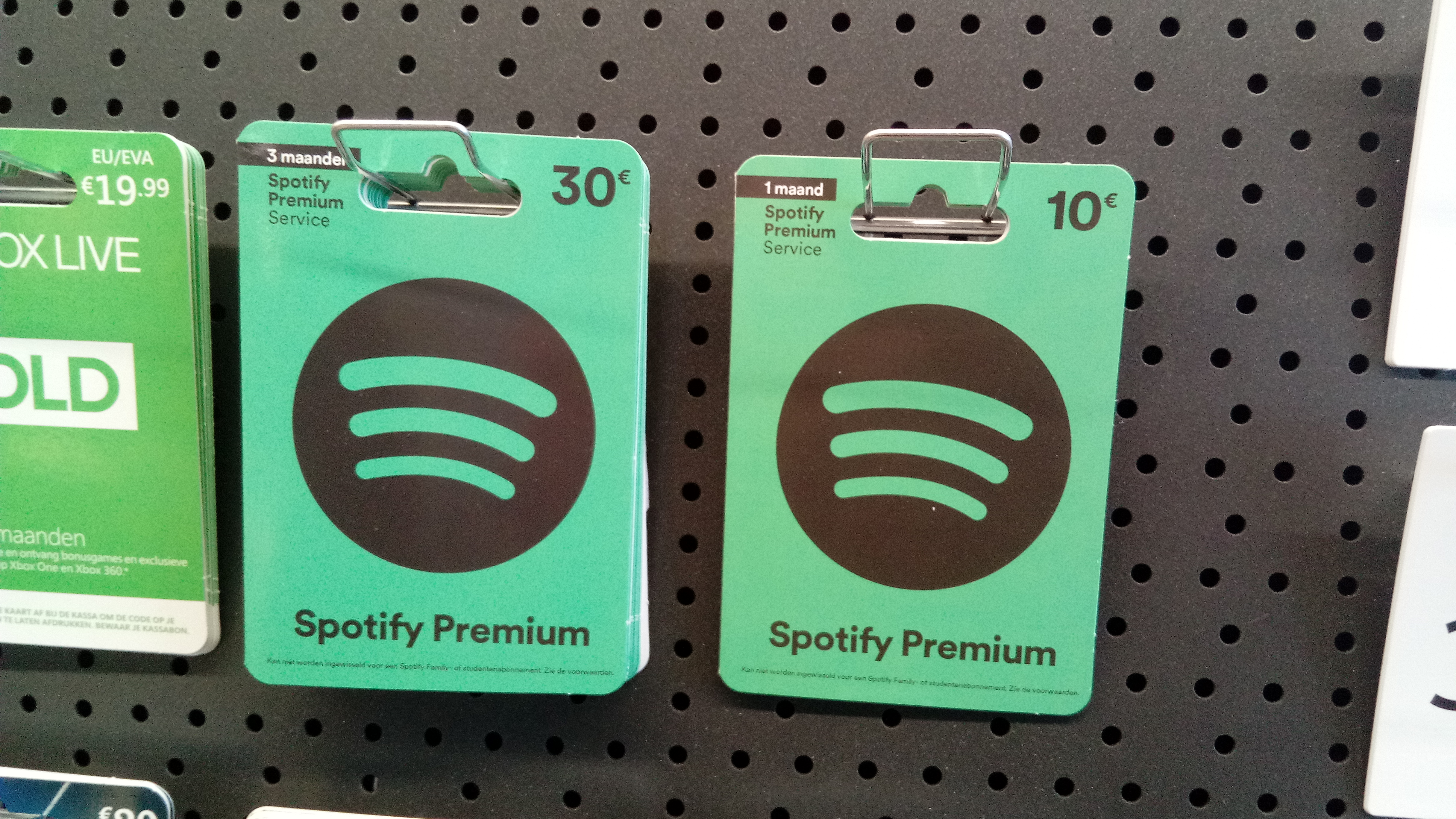
Spotify Premiumのプリペイドカード

現在提供されているサービスには、無料のSpotify Free（以下、Free）と月額制のSpotify Premium（以下、Premium）の2種類があり、いずれも5000万を超える楽曲を提供している。ただし、Freeでは広告の挿入や機能制限がある。
FreeのWebプレーヤーではAAC 128 kbps、アプリではHE-AACv2 24 kbpsまたはOgg Vorbis 96 – 160 kbpsで再生でき、PremiumではWebプレーヤーでAAC 256 kbps、アプリでHE-AACv2 24 kbpsまたはOgg Vorbis 96 – 320 kbpsの音質が選択できるようになる。
Premiumのみで利用できる機能としては、再生する曲の自由選択や曲順の変更に加え、端末に楽曲をダウンロードしてオフライン環境でも再生が出来る機能や、対応するワイヤレス機器やネットワーク機器から直接ログインして再生するSpotify Connectが挙げられる。

## 音楽市場に与えた影響
Spotifyは、経営理念に海賊版の撲滅を掲げている。
背景に音楽市場が14年連続縮小していたことが挙げられる。Spotifyが提供開始される2008年前後は、デジタル機器やインターネットの普及に伴い違法ダウンロードが横行していた。2011年の音楽市場全体の売上高は約150億ドルで、10年前の2001年と比較して40%減少していた。このような売上高の減少はレーベル各社を苦しめた。
しかしSpotifyの登場後、AmazonやGoogle、定額制の音楽配信に興味を示していなかったAppleなどの巨大企業が軒並み定額制音楽サービスを開始した。これにより定額制音楽サービスは急速に成長。音楽市場の売上高は2022年に262億ドルと、Spotifyの提供が開始された2008年と比較して約60%拡大した。また、定額制音楽サービスが占める割合がCDなどの売り上げを超えた。Spotifyは困窮していた音楽市場を甦らせ、世界有数の市場へと成長させる起爆剤となった。

## 日本での展開
2013年に日本法人が設立。設立当初の代表取締役はハネス・グレー。2016年9月29日に日本でのサービスを開始した。メールアドレスを登録し、招待コードを受けた者からサービス利用可能。Freeでもはじめの30日間はPremium（月額980円）を体験できた。
同年10月1日、玉木一郎（前・アマゾンジャパンKindle事業本部長）が社長に就任。2016年11月10日には一般公開が開始され、招待コードなしで誰でも利用できるようになった。

### 沿革
- 2013年 - 日本法人を設立[46]。
- 2015年3月29日 - Music Unlimitedが終了し、PlayStation Musicへの移行発表[49]。
- 2016年
  - 9月29日 - 招待制によるサービス開始。
  - 10月1日 - 玉木一郎が代表取締役に就任。
  - 10月7日 - 歌詞表示機能導入[50]。
  - 11月10日 - 一般公開によるサービス開始。
- 2017年
  - 4月19日 - 学割プランを開始[51]。
  - 5月12日 - 利用者の好みに合わせた新曲を探す機能「Release Radar」提供開始[52]。
  - 6月1日 - 利用者の好みに合わせた再生リストを作成する機能「Daily Mix」提供開始[53]。
  - 6月13日 - お気に入りの音楽を自動的に選曲してくれるラジオステーション「Spotify Radio」提供開始[54]。
  - 11月10日 - 日本上陸1周年を記念し、Premiumを3か月間、月額100円で試せるキャンペーン展開[32]。
- 2018年
  - 2月27日 - ファミリープラン開始[55]。
  - 5月21日 - 視聴履歴に基づいたおすすめの未視聴曲でプレイリストを自動生成する機能「Discover Weekly」提供開始[56]。
- 2019年
  - 8月16日 - SUMMER SONIC 2019にて「Spotify on Stage in MIDNIGHT SONIC」開催[57]。
  - 10月23日 - プレミアムプランを1カ月利用できる「Spotify Premium ギフトカード」をファミリーマートで販売開始[58]。
  - 11月26日 - ボーカルの音量を下げて一緒に歌える機能「シンガロング」提供開始[59]。
- 2020年
  - 1月1日 - 黒川剣が代表取締役に就任。
- 2021年
  - 8月19日 - Spotifyの音声コンテンツ制作・配信アプリAnchorを使うクリエイターが、音楽とトークを交えたコンテンツを作成できる機能「Music ＋ Talk」を提供開始[60]。
  - 11月12日 - シブヤテレビジョンとネーミングライツ契約を締結。これにより2021年12月1日から、Shibuya O-Groupのライブハウス4店舗の店名が「Spotify O-EAST」「Spotify O-WEST」「Spotify O-Crest」「Spotify O-nest」へそれぞれ変更となる[61]。

### CM
2018年3月に、俳優の清水尋也と三吉彩花が出演するTV広告が関東地区・東海地区・関西地区で放送された。
同年4月には、俳優の杏が出演するCM3篇が関東地区で放送された。
2022年5月27日から、ミュージシャンの池森秀一（DEEN）と俳優の長井短が共演するCMを放送している。

#### 提供番組
- 月9ドラマ（フジテレビ）（2023年4月 - 同年9月、60秒提供）[65]

## 批判
Spotifyをはじめとした定額制音楽配信サービスは、従来のCDやレコードによる音楽販売や、先行する音楽配信サービスであるiTunesのビジネスモデルを脅かすサービスとして、世間から注目を集めている。その一方で、これらのサービスの普及によるアーティストの収入低下が懸念されている。
例えば、アメリカの人気ロックバンドであるメタリカは、Spotifyに楽曲を提供してからアルバムの売上が35%落ちたと主張している。トム・ヨークはソロ作品とアトムス・フォー・ピースの作品をSpotifyから引き上げており、「このシステムでは弱小レーベルや新人アーティストに十分な報酬が入らない」とSpotifyを批判している。テイラー・スウィフトも自身のアルバム『1989』を含む全楽曲をSpotifyから引き上げ、「音楽は芸術であり、価値がある。音楽は無料であるべきではない」と主張した（なお、2017年6月には再び配信を開始し、2018年4月にはSpotify限定曲も発表した）。キング・クリムゾンもSpotifyのストリーミング・サービスへの音源提供を拒んでいた。
その他にも、人気でありながらSpotifyでの楽曲リリースをしていないアーティストたちは数多く存在する。これは、他の定額制音楽配信サービスにも言えることである。

### 新型コロナウイルスワクチンを巡るトラブル
本サービスで配信しているコメディアンのジョー・ローガンのポッドキャスト番組において、新型コロナウイルスのワクチンの虚偽情報が拡散されているとして、世界保健機関（WHO）事務局長のテドロス・アダノムや科学者・医療従事者を始め、歌手のニール・ヤングやイギリスのヘンリー王子・メーガン妃夫妻などから多数の批判を受け、株価も急落する事態となった。これを受け、Spotifyは新型コロナウイルスに関する情報には注意喚起を掲載し、保健当局や専門家が公表している情報に誘導できるようにする措置を行うことを2022年1月に発表した。

## 貢献
世界規模の利用者の広がりにより、人気の高い音楽家の作品は1曲だけで10億回を超える再生回数を記録することもある。2017年の間で14億回再生された『シェイプ・オブ・ユー』をはじめとしたエド・シーランの楽曲は合計で累計63億回の再生回数を記録し、2017年Spotifyで最もよく聴かれたアーティストとなった。日本でも、英米歌手の規模には及ばないにせよ、新人にもかかわらずAmPmのように世界でヒットする新人が出始めている。

## Spotify HiFi
2020年以降、ロスレス及びハイレゾ対応の定額制音楽サービスの台頭により、Spotifyは音質の低さが度々指摘されてきた。
実際、シェア2位と3位であるAmazon MusicやApple Musicはロスレス及びハイレゾ対応のみならず、イマーシブオーディオにも対応しており、特に音質に拘るユーザーは他のサービスへ乗り換えていった。
このような背景から、ユーザーの流出を懸念してSpotifyは2021年に「Spotify HiFi」を発表する。これは、CD相当の音源を楽しめるサービスで、2021年後半に展開が予定されていた。しかし、実際は大きくずれ込んでいて、2024年6月現在においても提供は開始されていない。
ただし、海外メディアによると「米ドル価格19.99ドルでPlatinumというプランが一覧に表示された」と報道されている。また、Spotify共同社長のグスタフ・セーデルストレム氏は、アメリカのテック系メディア「The Verge」の取材に対し、ある時点で登場するとの考えを示していて、提供の大幅な遅れによる社内での開発は中止されていないとしている。
米Bloombergは2023年6月、Spotify内部の関係者の話として、新たな高価格プラン『Supremium($19.99)』が同年後半中の提供開始を予定していると報じた。

## サービス対象地域
2022年6月現在、Spotifyのサービスを利用できる国および地域は、以下のとおり。

### ヨーロッパ
- オーランド諸島
- アルバニア
- アルメニア
- アンドラ
- オーストリア
- アゼルバイジャン
- バレアレス諸島
- ベラルーシ
- ベルギー（オランダ語）（フランス語）
- ボスニア・ヘルツェゴビナ
- ブルガリア
- クロアチア
- キプロス
- チェコ
- デンマーク
- エストニア
- フェロー諸島
- フィンランド
- フランス
- ドイツ
- ジョージア
- ジブラルタル
- ギリシャ
- グリーンランド
- ガーンジー
- ハンガリー
- アイスランド
- アイルランド
- マン島
- イタリア
- ジャージー
- カザフスタン
- コソボ
- キルギス
- ラトビア
- リヒテンシュタイン
- リトアニア
- ルクセンブルク（フランス語）（ドイツ語）
- マルタ
- モルドバ
- モナコ
- モンテネグロ
- オランダ
- 北マケドニア
- ノルウェー
- ポーランド
- ポルトガル
- ルーマニア
- サンマリノ
- セルビア
- スロバキア
- スロベニア
- スペイン
- スヴァールバル諸島
- スウェーデン
- スイス（フランス語）（ドイツ語）
- タジキスタン
- トルコ
- ウクライナ
- イギリス
- ウズベキスタン

### アフリカ
- アルジェリア
- アンゴラ
- アセンション島
- アゾレス諸島
- ベナン
- ボツワナ
- ブルキナファソ
- ブルンジ
- カメルーン
- カナリア諸島
- カーボベルデ
- セウタ
- チャド
- コモロ
- コンゴ共和国
- コンゴ民主共和国
- ジブチ
- エジプト
- 赤道ギニア
- エスワティニ
- ガボン
- ガンビア
- ガーナ
- ギニア
- ギニアビサウ
- コートジボワール
- ケニア
- レソト
- リベリア
- リビア
- マデイラ諸島
- マダガスカル
- マラウイ
- マリ
- マヨット
- モーリタニア
- モーリシャス
- メリリャ
- モロッコ
- モザンビーク
- ナミビア
- ニジェール
- ナイジェリア
- レユニオン
- ルワンダ
- サントメ・プリンシペ
- セントヘレナ
- セネガル
- セーシェル
- シエラレオネ
- 南アフリカ共和国
- タンザニア
- トーゴ
- トリスタンダクーニャ
- チュニジア
- ウガンダ
- ザンビア
- ジンバブエ

### アジア
- バーレーン
- バングラデシュ
- ブータン
- ブルネイ
- カンボジア
- 香港（中国語）（英語）
- インド
- インドネシア
- イラク
- イスラエル
- 日本
- ヨルダン
- クウェート
- ラオス
- レバノン
- マカオ
- マレーシア（英語）
- モルディブ
- モンゴル
- ネパール
- オマーン
- パキスタン
- パレスチナ
- フィリピン
- カタール
- サウジアラビア
- シンガポール（英語）
- 韓国
- スリランカ
- タイ
- 台湾
- 東ティモール
- アラブ首長国連邦
- ベトナム

### オセアニア
- アメリカ領サモア
- オーストラリア
- クリスマス島
- ココス諸島
- クック諸島
- フィジー
- フランス領ポリネシア
- グアム
- キリバス
- マーシャル諸島
- ミクロネシア連邦
- ナウル
- ニューカレドニア
- ニュージーランド
- ニウエ
- ノーフォーク島
- 北マリアナ諸島
- パラオ
- パプアニューギニア
- ピトケアン諸島
- サモア
- ソロモン諸島
- トケラウ
- トンガ
- ツバル
- 合衆国領有小離島
- バヌアツ
- ウォリス・フツナ

### 中南米
- アルゼンチン
- ベリーズ
- ボリビア
- ブラジル
- チリ
- コロンビア
- コスタリカ
- ドミニカ共和国
- エクアドル
- エルサルバドル
- フォークランド諸島
- フランス領ギアナ
- ガイアナ
- グアテマラ
- ホンジュラス
- メキシコ
- ニカラグア
- パナマ
- パラグアイ
- ペルー
- スリナム
- ウルグアイ
- ベネズエラ

### カリブ海地域
- アンギラ
- アンティグア・バーブーダ
- アルバ
- バハマ
- バルバドス
- ボネール島
- イギリス領ヴァージン諸島
- ケイマン諸島
- キュラソー
- ドミニカ国
- ドミニカ共和国
- グレナダ
- グアドループ
- ハイチ
- ジャマイカ
- マルティニーク
- モントセラト
- プエルトリコ
- サバ島
- サン・バルテルミー
- セントクリストファー・ネイビス
- サン・マルタン
- セントルシア
- セントビンセント・グレナディーン
- シント・ユースタティウス島
- シント・マールテン
- タークス・カイコス諸島
- トリニダード・トバゴ
- アメリカ領ヴァージン諸島

### 北米
- バミューダ
- カナダ
- メキシコ
- サンピエール島・ミクロン島
- アメリカ合衆国